# Gilles Grimandi

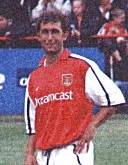
Gilles Grimandi

Gilles Grimandi (* 11. November 1970 in Gap, Frankreich) ist ein französischer Fußballspieler.
Grimandi begann seine Karriere 1990 beim AS Monaco und machte sein Profispieldebüt in der Ligue 1 1991 gegen den AS Nancy. Für diesen Verein absolvierte er 90 Spiele und schoss dabei 3 Tore; meistens als defensiver Mittelfeldspieler.
Er half AS Monaco außerdem, beide europäische Pokalehalbfinals zu erreichen: UEFA-Pokal und die Champions League. Außerdem gewann er in dieser Zeit zwei Meistertitel, 1996 und 1997. 1998 holte Arsène Wenger, seinerzeit Trainer des FC Arsenal, in die Premier League. Sein erstes Spiel für Arsenal bestritt er gegen Leeds United und gewann bereits ein „Double“ (FA Cup und Meisterschaft).
Nach dem Gewinn von einem weiteren „Double“ und insgesamt 84 Spielen wechselte Grimandi schließlich 2003 zu den Colorado Rapids in die USA.
| Personendaten    | Personendaten                |
| ---------------- | ---------------------------- |
| NAME             | Grimandi, Gilles             |
| KURZBESCHREIBUNG | französischer Fußballspieler |
| GEBURTSDATUM     | 11. November 1970            |
| GEBURTSORT       | Gap, Frankreich              |